# Студентство

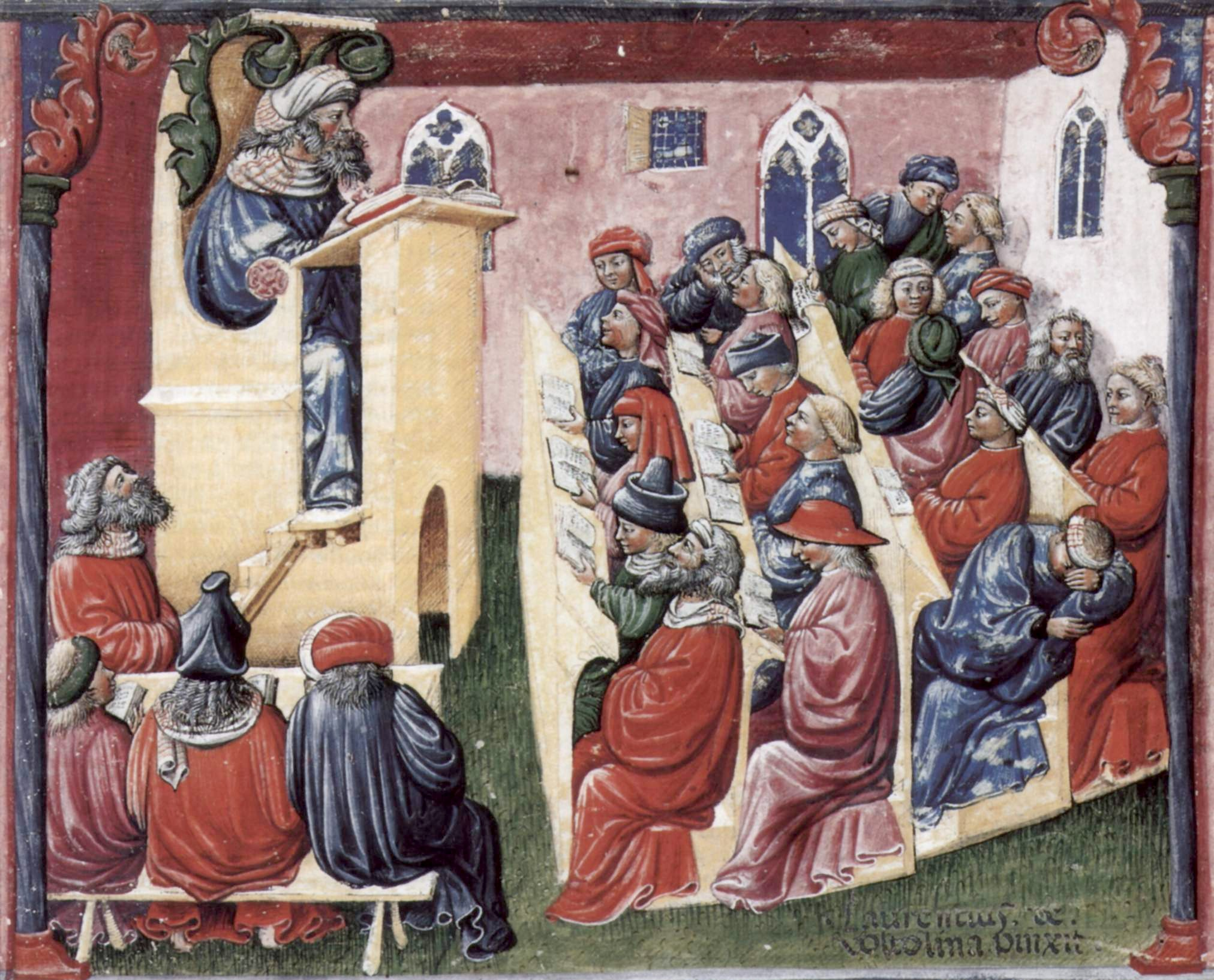
Лекція в середньовічному університеті. 14 століття

Студе́нтство — загальна назва осіб, що навчаються у закладах вищої освіти (студенти).

## Загальна характеристика
Соціально-демографічна група, що характеризується визначеною чисельністю, статево-віковою структурою, територіальним розподілом тощо; визначене суспільне становище, роль і статус; особлива фаза, стадія соціалізації («студентські роки»), через яку проходить значна частина молоді і яка характеризується визначеними соціально-психологічними особливостями.
Студентство є не тільки джерелом поповнення кваліфікованих кадрів, але й саме складає досить численну та важливу соціальну групу.
Політичне угруповання (розподіл) студентства відповідає політичному розподілу в усьому суспільстві. Мається на увазі не повна пропорційність студентських і суспільних груп по їхній силі та чисельності, а необхідна та неминуча наявність в студентстві тих груп, які є в суспільстві.
Попри розходження свого соціального походження і, отже, матеріальних можливостей, студентство пов'язано загальним видом діяльності й утворює у цьому сенсі визначену соціально-професійну групу. Загальна діяльність у сумі з територіальним зосередженням породжує в студентстві відому спільність інтересів, групову самосвідомість, специфічну субкультуру і спосіб буття, причому це доповнюється та підсилюється віковою однорідністю, якої не мають інші соціально-професійні групи. Соціально-психологічна спільність об'єктивується та закріплюється діяльністю цілого ряду політичних, культурно-мистецьких, освітніх, спортивних, побутових і інших студентських організацій.
Студентство — молодь, що навчається в закладах вищої освіти та становить базу кваліфікованих кадрів країни. Українське студентство було співтворцем політичних формацій і речником передових ідей (просвітництво, культурництво, боротьба проти москвофільства, радикалізм і соціалізм, «молодоукраїнство», самостійність, націоналізм, рух опору 1960—1970 років в УРСР, збереження української ідентичності на еміграції тощо).

## Історія

### Домінування латинської мови

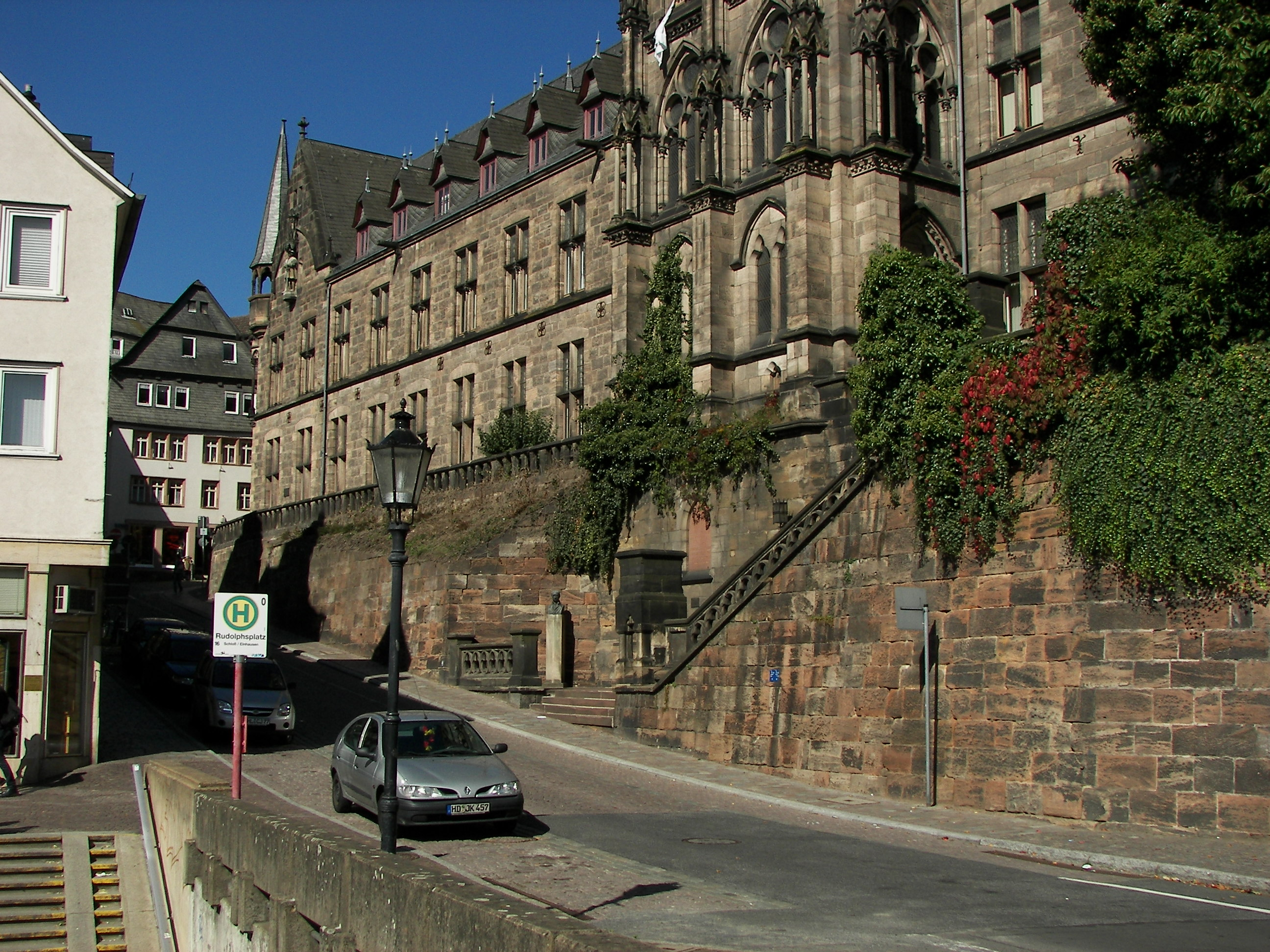
Старий корпус університету в центрі Марбурга, Німеччина

Мова агресивного племені латинян, що мешкали в понизов'ї річки Тибр, набула поширення на всьому Аппенському півострові разом з войовничим захопленням сусідніх земель і підкоренням сусідніх народів (сабінів, осків, етрусків). Історія літературної латинської мови починається 240 р. до н. е., коли військовополонений грек Люцій Лівій Андронік приніс до Риму трагедію і комедію латинською мовою як результат перекладу грецьких творів, зокрема Гомерової «Одіссеї». До кінця II століття до н. е. латинська мова панує не тільки на всій території Італії, але як офіційна державна мова проникає в підкорені римлянами області Піренейського півострова та нинішньої південної Франції. Через римських солдатів і торговців латинська мова в її розмовній формі поширюється серед місцевого населення і стає одним з найефективніших засобів романізації завойованих територій. Середньовічна латина досить далеко відійшла від класичних зразків, і в XIV ст. в Італії почався рух за повернення до зразкової латини Цицерона, на противагу латини церкви та середньовічних університетів, яку гуманісти презирливо іменували «кухонною латиною». Латина століттями була мовою освіти й діловодства в країнах Західної Європи, а відтак і мовою міжнародного спілкування. Німецький князь, запрошений на престол в Англії, не знав англійську і спілкувався з підлеглими латиною. Латинська мова залишалася також офіційною мовою документів і діловодства у Священній Римській Імперії до її скасування у 1806 р.
Мовою латини написано гімн середньовічного студентства «Гаудеамус».

### Студентство в Англії

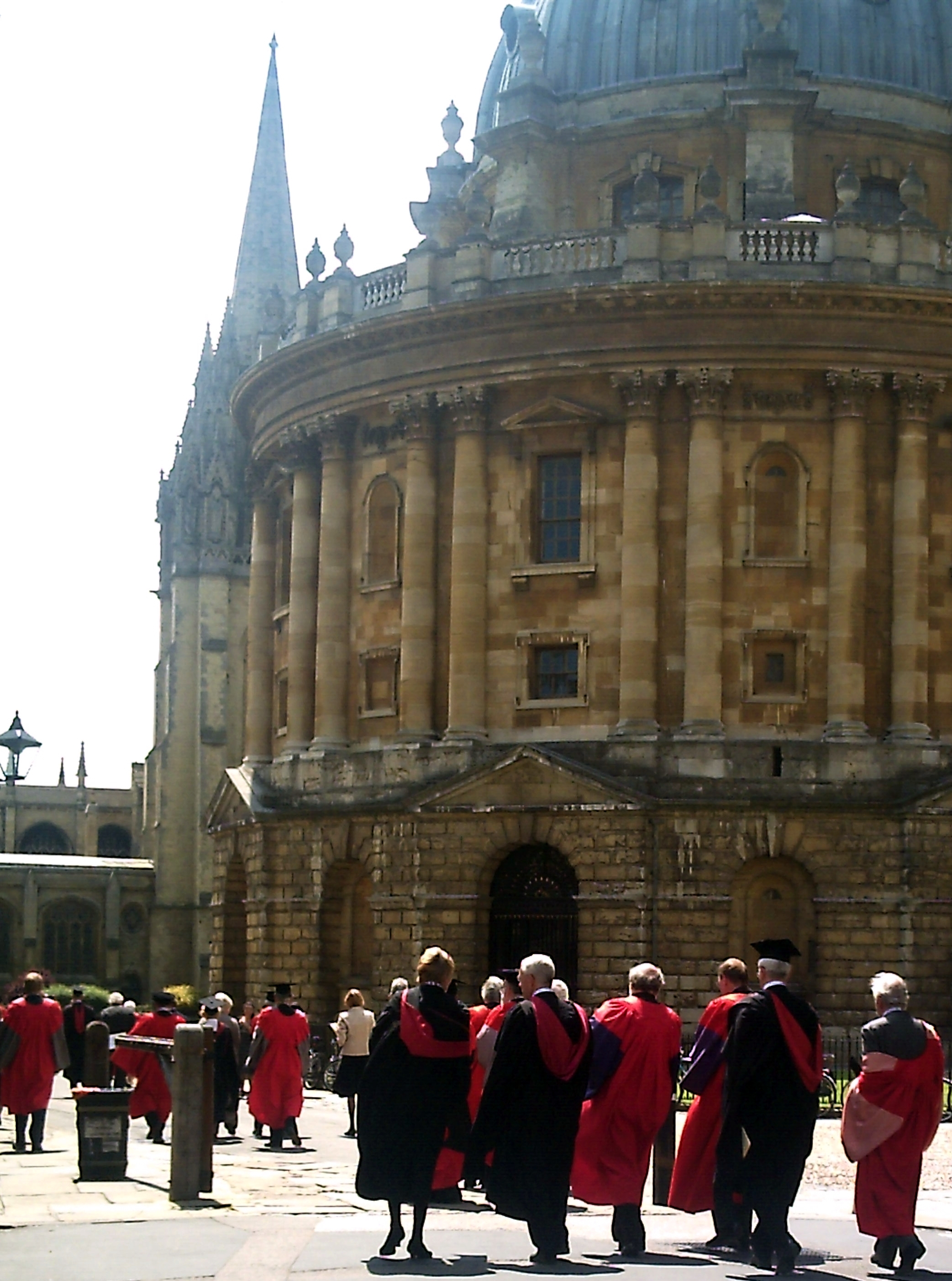
Урочистості в Оксфорді. Площа Редкліф і старий корпус Бодліанської бібліотеки

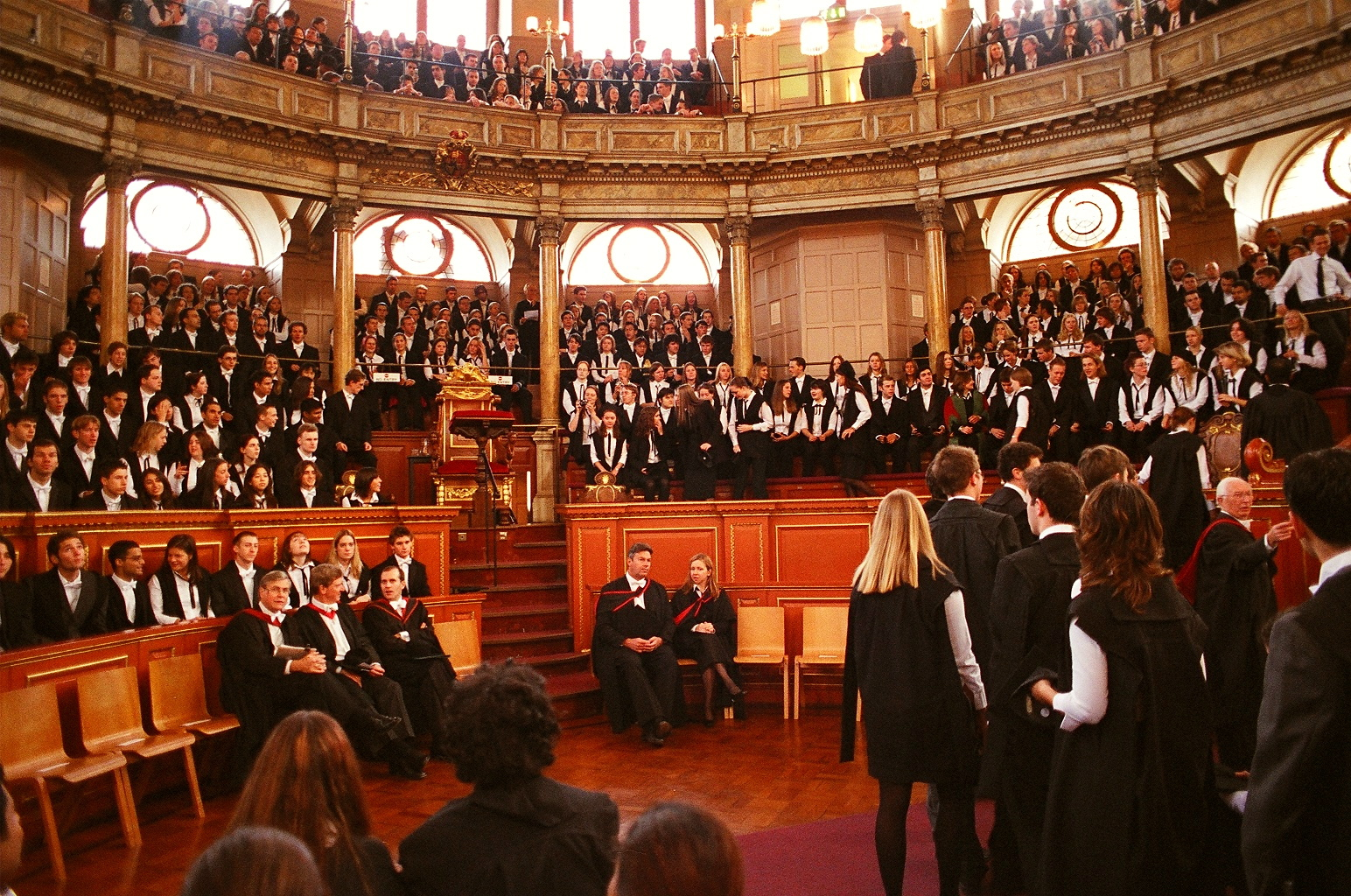
Посвята в студенти Оксфордського університету

З 10 століття в Салерно, Павії, Болоньї, Парижі започаткували університети. Там вивчали астрономію, юриспруденцію, латинську мову, філософію, медицину, математику. В Англії справи були дещо гірші: навіть серед священників було чимало неписьменних. У 1117 р. був створений університет, що мав за мету дати священникам повнішу освіту. Вибір впав на Оксфорд, одне з найбільших міст королівства на той час. Але тільки за правління Генріха II Оксфорд став справжнім університетським містом. Там навчались тільки церковні особи, вони арендували кімнати у місцевих жителів і часто були бідними. Жили за уставами, схожими з уставами монастирів. Звідси дещо монастирські традиції спільних трапез і монатирськи назви коледжів — коледж Св. Антонія, коледж Св. Анни, коледж Св. Петра, коледж Св. Катерини тощо. Назва Паризького університету походить від імені ченця Сорбонна (богослов Робер де Сорбон був духівником французького короля і засновником богословського факультету Паризького універсиСтудентський гуртожитоктету).
У XIII ст. через войовничі сутички між студентами та міським населенням з Оксфорда втекла група студентів і професорів, які незабаром заснували Кембриджський університет.Серед найвідоміших вихованців Кембриджського університету Олівер Кромвель, Чарльз Дарвін, Ісаак Ньютон. Пошана до власних альма-матер відбилася в традиції дарувати університетам власні бібліотеки, наукові прилади, колекції творів мистецтва, навіть годинники, грошові суми на побудову навчальних і мистецьких закладів. Таким чином виникли:
- Ешмолівський музей (Ашмоловський музей мистецтва та археології (англ. Ashmolean Museum of Art and Archaeology) — відомий в Британії та за її межами музейний заклад в складі Оксфордського університету.)
- Бодліанська бібліотека того ж Оксфордського університету.
- До побудови університетських споруд запрошували найкращих архітекторів доби. Відомий англійський архітектор Крістофер Рен виконував приватні замовлення, одним з яких було створення нової бібліотеки Триніті-коледжу (1676—1684) в Кембриджському університеті.

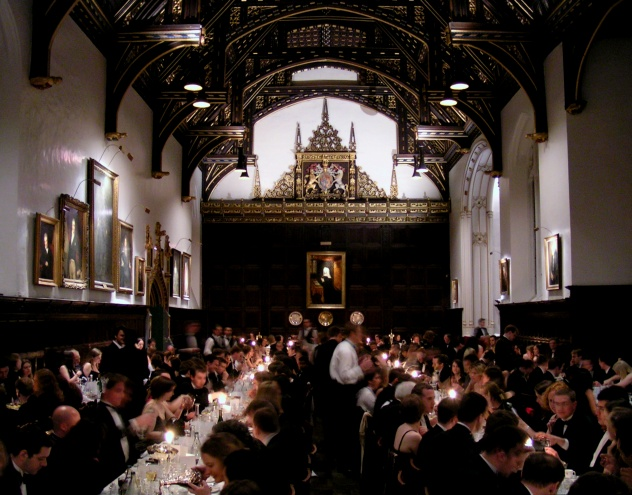
Чопорний офіційний бенкет, в Кембриджі
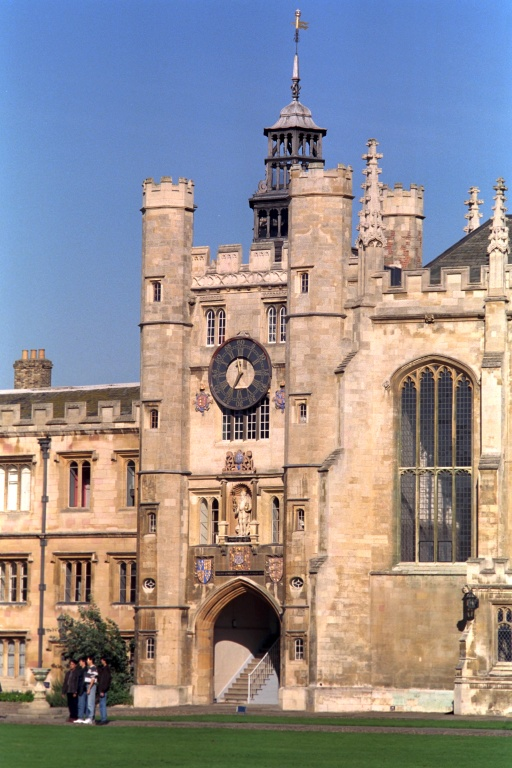
Годинникова вежа, Кембридж
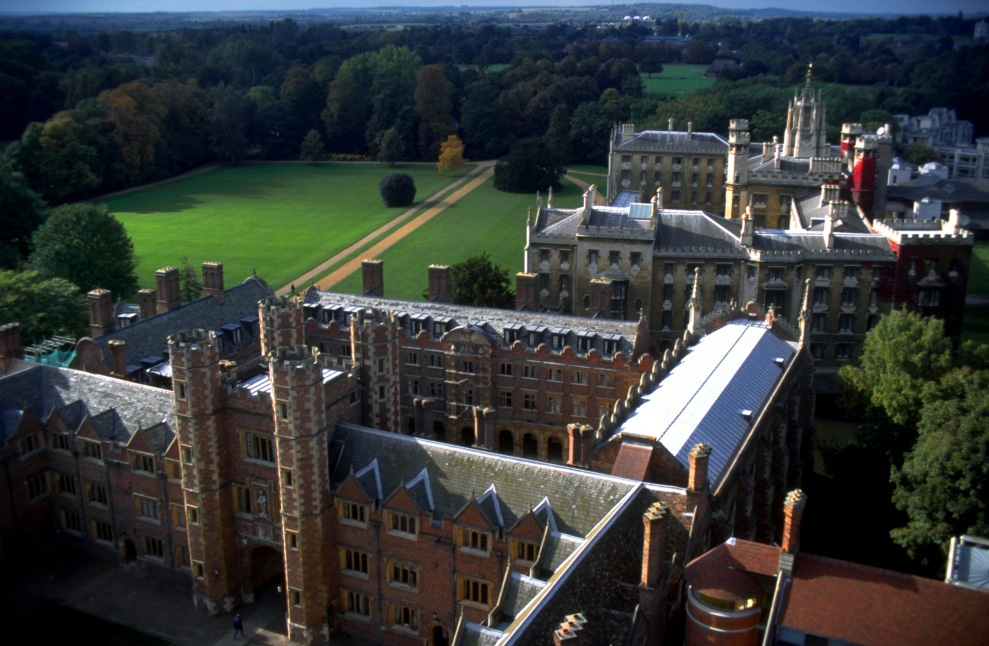
Коледж Св. Іоанна, Кембридж
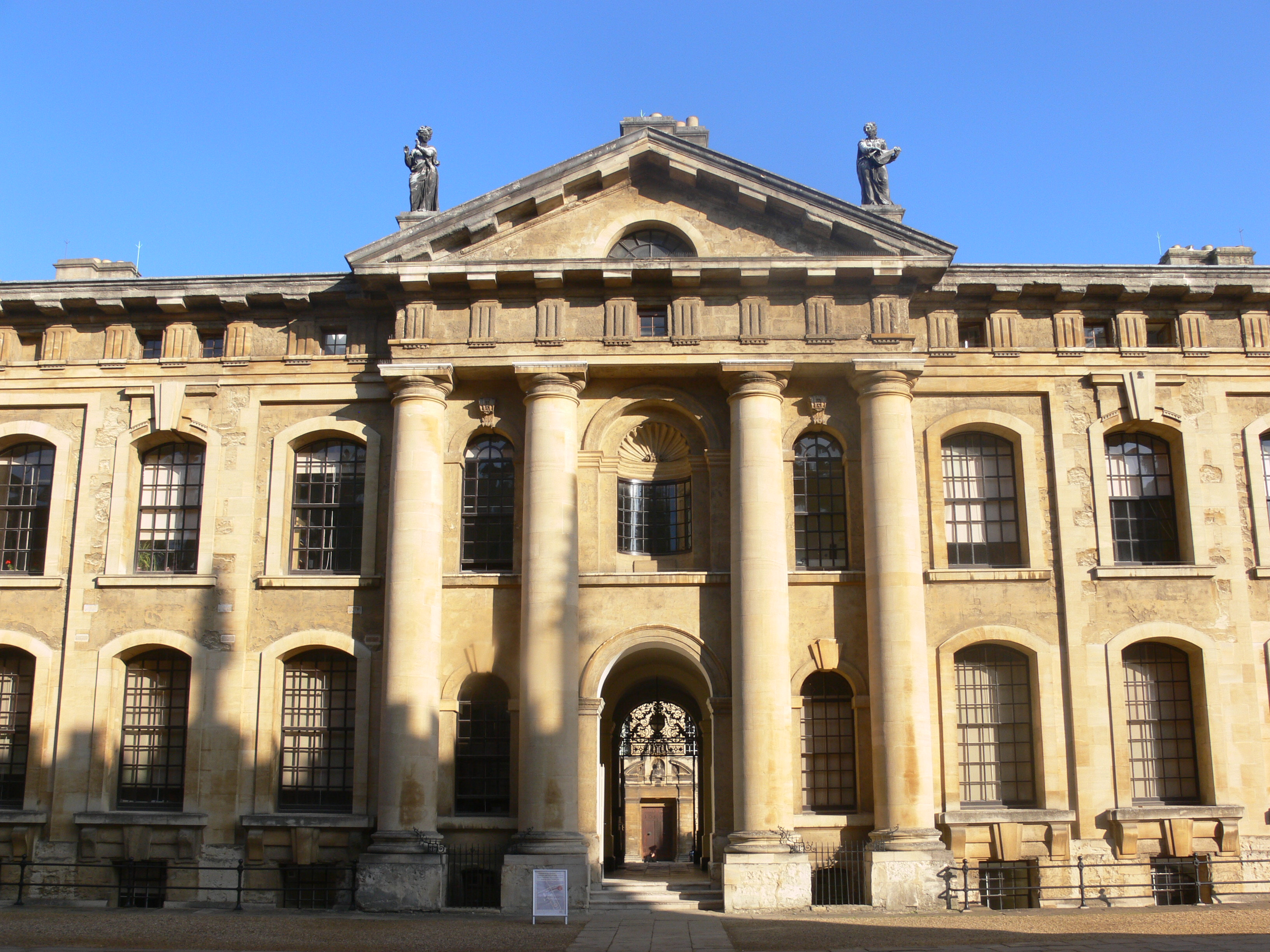
Корпус Бодліанської бібліотеки
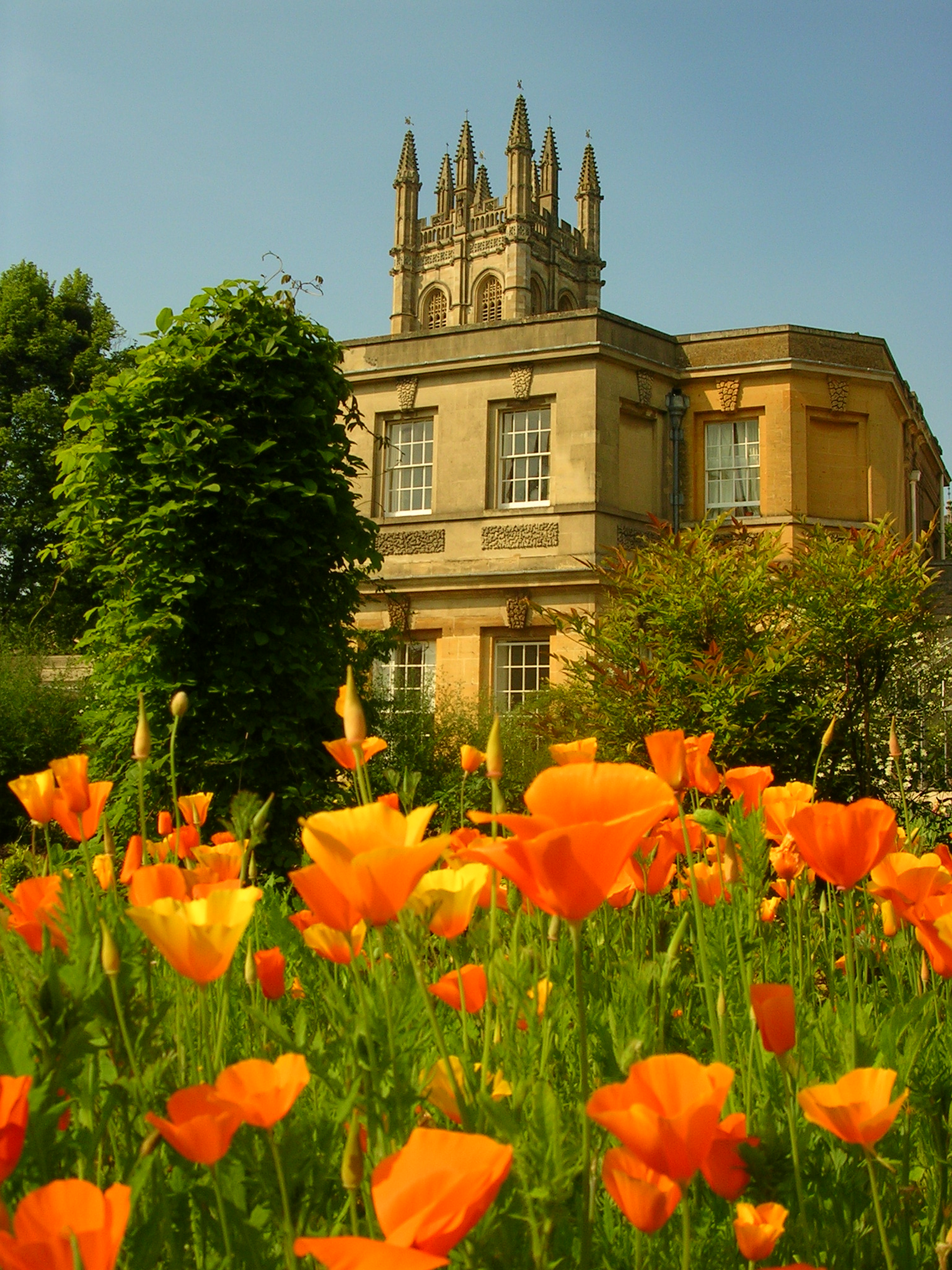
Ботанічний сад Оксфордського університету
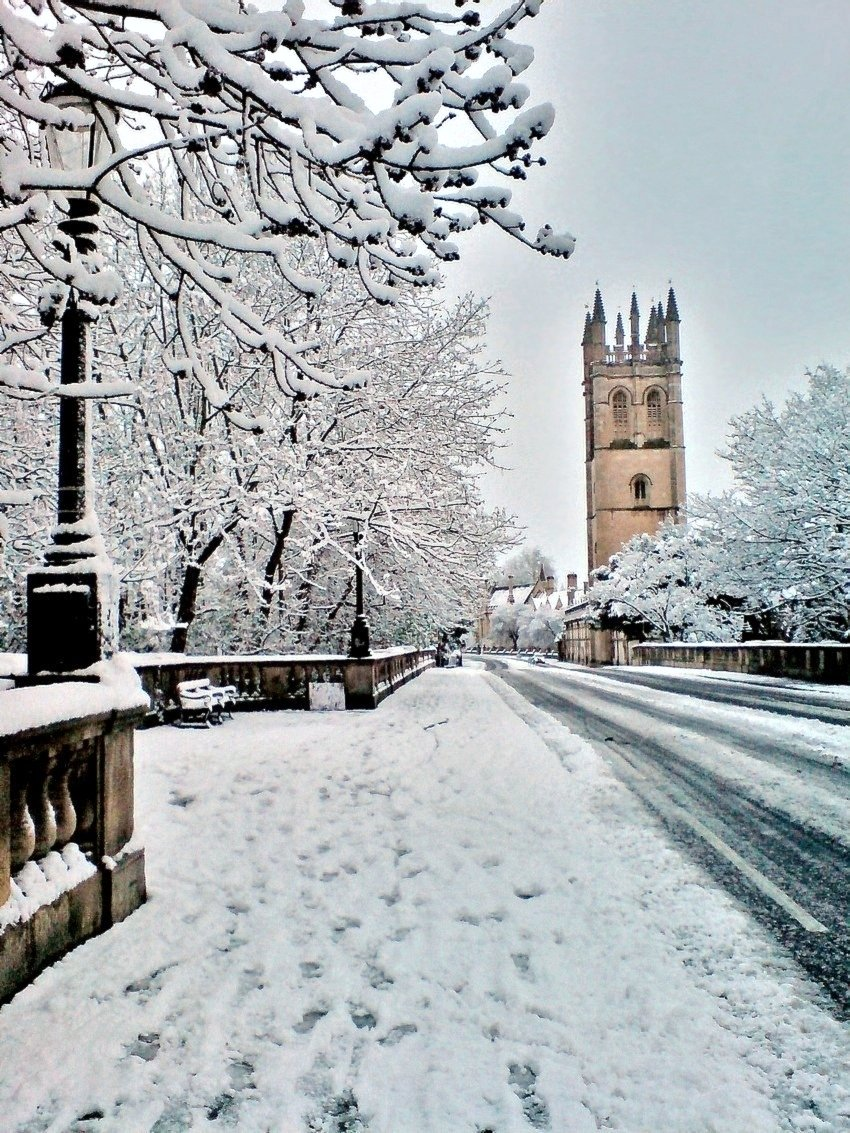
Коледж Св. Магдалини взимку. Оксфорд
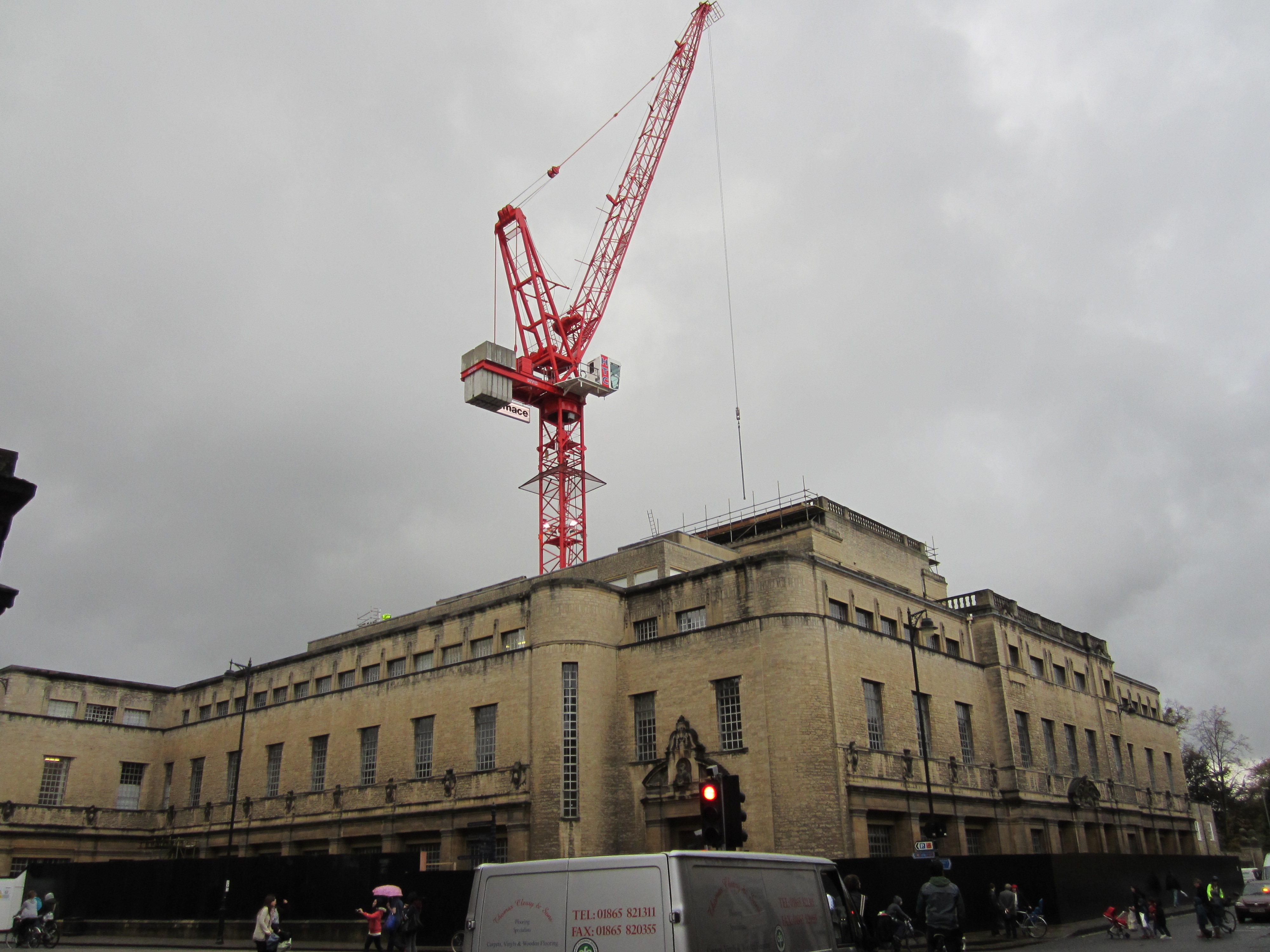
Побудова нового корпусу Бодлеанської бібліотеки

### XIV—XVIII століття
Українські студенти з кінця XIV століття вчилися в університетах Центральної і Західної Європи, головним чином у Кракові і Празі (тут було засновано для литовської і «руської» молоді спеціальну бурсу). З XVI століття українські студенти відвідували університети Німеччини (у Гайдельберзі, Лейпцигу, Кеніґсберзі, Геттінгені, Кельні, Віттенберзі), а також у Парижі, Страсбурзі, Базелі, Лейдені, Римі (зокрема богословські студії), Болоньї.
Першими закладами вищої освіти на території України були Львівський університет (до 1661 року — єзуїтська колегія) та Києво-Могилянська Академія (до кінця XVII століття Колеґія), заснована 1632 року. Тих, що навчалися в старших класах Академії, називали студентами або спудеями. Їхнє членство коливалося від 200 до 300, з початку 18 століття доходило до 1000 (1744 р. — 1100). Соціальний склад був різнорідний: сини шляхти й козацької старшини, духовенства, козаків, міщан, селян; з кінця XVIII століття переважали студенти духовного походження.
Побутово-матеріальний стан студентів був тяжкий. Більшість їх походила з-поза Києва (у другій половині XVIII століття переважно з Гетьманщини). Тільки діти багатих жили приватно, інші — в бурсі (на початку XVIII століття 200 студентів, у новозбудованій 1765 року — близько 400), де й харчувалися; частина студентів-бурсаків була змушена випрошувати милостиню, заробляти співом, дякуванням у церквах, театральними виставами, прислугою у багатих тощо. Студенти носили спеціальний одяг, так звану кирею. Студенти Київської Академії користувалися чималою свободою. Частина їх була організована в Молодому братстві, згодом у студентській конґреґації (її членів називали «содалістами»), що мали завдання виховувати своїх членів у непохитній православній вірі, допомагати нужденним тощо.
У другій половині XVIII століття українське студентство вчилося також у новозаснованих російських закладах вищої освіти; а з західних земель — в університетах Кракова, Будині тощо.

### На Наддніпрянщині у 1805—1917 роках
З відкриттям університетів у Харкові (1805), Києві (1834), Одесі (1865) та Безбородьківського Ліцею у Ніжені (з 1820) загал українських студентів здобував вищу освіту в Україні. У другій половині XIX ст. — на початку XX ст. відкрито в Україні ряд вищих фахових інститутів: ветеринарні, комерційні, сільсько-господарські, політехнічний, технологічний, гірничий, консерваторії, а з 1905—1906 рр. низку вищих професійних жіночих шкіл (див. Вищі школи). У 1914—1916 роках на Наддніпрянщині було 24 вищі школи з 26 700 студентами (у тому числі в університетах близько 10 000, на вищих жіночих курсах близько 4000 і в 17 професійних інститутах близько 13 000).
Права й обов'язки студентів в Російській імперії визначав загальний університетський статут, який мінявся залежно від політики уряду. Статут 1804 року формально забезпечував університетам самоуправу, а студентам — академічну свободу; 1835 року він був замінений реакційним статутом, який ставив університети під нагляд кураторів, а догляд за політичною благонадійністю студентів передавав університетській інспектурі. 1845 року, з метою ускладнити доступ до університету молоді з бідніших верств, підвищено оплати за навчання. 1847 року скасовано право відвідувати виклади вільним студентам. Університетську автономію відновив статут 1863 року, за яким студентство судив університетський суд. Спроби Міністерства Освіти 1872 року завести суворішу дисципліну для студентів у зв'язку зі студентськими заворушеннями у Петербурзі й Москві не були ухвалені професорськими радами поодиноких університетів. Чергові виступи студентів, які почалися маніфестацією 14 березня 1878 року в Київському Університеті (коли виключено з нього ~100 студентів) й поширилися в усіх університетах, довели до гостріших урядових заходів. Закон 1884 року скасував удруге автономію університетів, 1887 року підвищено оплату за навчання з 5 до 25 карбованців за семестр. У відповідь на повторні заворушення студентів уряд видав 1899 року розпорядження про віддання в солдати учасників студентських заворушень. Реакцією на ці заходи було вбивство Міністра освіти Н. Боголєпова 14 лютого 1901 року студентом П. Карповичем.
Кількість студентів зростала з заснуванням нових університетів та вищих шкіл, з допущенням з 1855 року на студії всіх соціальних верств (з 3141 — у 1855 році до 38 853 — у 1916 році) Разом з тим число дітей дворян і «чиновників» зменшилося з 65 % всіх студентів у 1855 році до 36 % у 1914 році. В 1894 році на 4016 студентів у трьох університетах Наддніпрянщини припадало на православних 59,4 % (серед них близько половини, тобто 1200 українців — приблизні числа), 25,5 % на євреїв, 12,8 % на римо-католиків (поляків, головним чином в Київському Університеті), 2 % на євангеликів. Побутові умови студентів були досить важкі. У 1880—1890-их роках майже 15 % студентів були звільнені від оплати за навчання; державних стипендій було дуже мало. Студенти закладів вищої освіти були зобов'язані носити приписаний одяг, так звану форму.
Українські студенти навчалися також за межами України, головним чином в Москві й Петербурзі, а з 1896 р. також у Варшаві, Дерпті і Томську, коли Міністерство Освіти дало дозвіл випускникам духовних семінарій вступати до цих університетів.
На початку українське Студентство не було організоване і громадську роботу провадило у різних загальних організаціях: у Кирило-Методіївському Братстві (1846—1847 роках), у Громадах, зокрема в Київській, у братстві Тарасівців. Згодом українське Студентство належало до загальних студентських організацій, що постали з кінця XIX століття в усіх вищих школах Російської Імперії. Студентство домагалося академічної автономії, корпоративного студентського права (скликання зборів, студентського суду, каси взаємодопомоги тощо), а також брало участь у політичних рухах.
Організація українського студентства почалася у другій половині XIX століття створенням «земляцтв» — територіяльних гуртків для самодопомоги й культурної праці (полтавське, чернігівське, київське, волинське, катеринославське, «малоросійське» тощо), які гуртували студентів усіх закладів вищої освіти того чи іншого міста. Земляцтва обирали делеґатів до «виконавчого комітету» університету чи інституту, згодом прийшло об'єднання студентських організацій усіх закладів освіти даного міста. Усе це відбувалося напівлегально. З кінця XIX століття студентство організувалося за національним принципом в українські студентські громади (УСГ), що діяли нелегально. Перша УСГ постала 1893 року у Києві, згодом у Харкові (1897 рік), Москві (1898 рік), Петербурзі (1898 рік), Дерпті (1898 рік), Варшаві (1901 рік), Одесі (1902 рік). УСГ об'єднували на початку XX століття тільки близько 260 членів. За того часу членами УСГ були політично активні серед соціально-демократичних гуртків, РУП, УПСР. По революції 1905—1906 років УСГ намагалися унезалежнитися від політичних організацій і свою діяльність зосереджували в профспілково-студентській площині; вони стали легальними організаціями, і чисельність їх членів значно збільшилась. В 1908 році всього було близько 1 000 членів УСГ, з чого на окремі осередки припадало (в дужках чисельність членів на початок XX століття: Москва — 250 (22), Харків — 150 (50), Київ — 130 (68), Варшава — 120 (число приблизне), Петербург — 100 (число приблизне), Дерпт — 98 (20), Одеса — 64 (30), Київські вищі жіночі курси — 40, Томськ — 40. Показником участі українського студентства у загальних всеросійських студентських центральних організаціях є число українських делегатів — 23 на 93 всіх.
Для координації праці УСГ нелегально відбувалися з'їзди делегатів поодиноких студентських організацій (у 1898, 1899 та 1908 році у Києві, 1901 у Полтаві, 1904 — у Петербурзі). У 1913 році створено Головну Раду Українського Студентства, яка координувала працю УСГ і видавала у Петербурзі неперіодичний збірник «Український Студент» (1913—1914 роки). Наприкінці XIX — на початку XX століття зміцнилися зв'язки між УСГ і студентами на Західній Україні: на з'їзді у Києві 1898 року брали участь делегати віденської «Січі» і львівської Академії Громади; УСГ висилали студентів до Галичини і Буковини та брали участь у високошкільних літніх курсах у Львові й Чернівцях, у спільних студентських екскурсіях тощо.

### Західні українські землі у 1772—1914 роках
Студентське життя на українських землях під Австрією пов'язане з заснуванням Львівського Університету (1661). Ще перед тим українські богослови вчилися у греко-католицькій семінарії у Відні — Барбареумі (1774—1784) і в Студіум Рутенум (1787—1809) при Львівському Університеті. З часом були засновані у Львові нові заклади вищої освіти: Політехніка (1844), Рільнича (1855) і Ветеринарна академії (1881); у Чернівцях — університет (1875). У цих вищих школах українці становили 10—25 % загалу студентів. Невелика кількість українців навчалося у Віденському, Краківському, Будапештському й інших університетах. Ці вищі школи, згідно з академічною традицією Центральної і Західної Європи, мали внутрішню автономію, а студенти користувалися «академічними свободами». Проте за доби абсолютизму в Австрії (до 1860) студенти часто підпадали під контроль місцевої адміністрації, а богослови — церковної влади.
Початок організації українського студентства датується заснуванням у Львові студентської «Січі» (1861—1863), продовженням якої були Академічна Бесіда (1870—1871) та товариство взаємодопомоги «Дружний Лихвар» (1872—1882). В опозиції до цих студентських товариств народницького напряму був москвофільський Академічний Кружок (1870). Аналогічною була доля академічного товариства «Союз» (1875—1922) при Чернівецькому Університеті, яке з москвофільського стало народницьким. Ще в 1868 році засновано у Відні товариство «Січ» (проіснувало до 1947 року).
1882 року «Дружний Лихвар» перейменувався на Академічне Братство соціалістичного напряму, яке 1896 об'єдналося з народницькою «Ватрою» у загальностудентську Академічну Громаду (1898 року — 150 членів), яка проіснувала до 1921 року. В 1897 році українське студентство Львівської Політехніки заснувало товариство «Основа» (близько 50 членів). Інші українські студентські громади: «Громада» у Кракові (1888—1895), «Русь» (згодом «Січ») у Ґраці (1895), «Українська Громада» в Празі (1902).
Для координації діяльності існуючих українських студентських організацій у 1881 і 1884 роках відбулись з'їзди в Коломиї. З 1899 року львівські студенти разом з усім громадянством висунули вимоги про заснування українського університету у Львові. Відтоді студентство, а також учнівська молодь організувалися в таємні гуртки політичного напрямку «Молода Україна» і видавали журнал «Молода Україна» (1900—1903), у якому ставлено вимоги політичної самостійності України. Важливу роль відіграли зв'язки студентства західних земель з українським студентством, особливо з представниками РУП. Боротьба за український університет довела до страйку (3 грудня 1901) — бойкоту 440 студентами Львівського Університету та виїзду їх на студії до Відня, Праги, Ґрацу. По поверненні українських студентів до Львівського Університету боротьба між українськими та польськими студентами не припинялася: створено таємний Комітет Української Молоді (КУМ), член якого А. Коцко загинув 1 липня 1910 року від польської кулі. На 1 Всеукраїнському З'їзді у Львові (за участю наддніпрянців) засновано легальну організацію студентства Український Студентський Союз (УСС), який в 1913—1914 роках нараховував 38 філій у Галичині і видавав журнал «Шляхи».
На початок XX століття під впливом німецьких «буршеншафтів» постали українські студентські корпорації: чернівецькі «Запороже» (1906—1940) і «Чорноморе» (1913—1940) та львівська «Роксолянія».
Українське студентство належало до різних соціальних класів: духовенства (~40 % у 1880-х роках), службовців, селян, робітників. Для подолання побутово-фінансових труднощів були засновані товариства взаємодопомоги («Лихвар» й інші); важливим осередком для українських студентів у Львові був Академічний Дім, заснований українською громадськістю при щедрій допомозі Є. Чикаленка.
У 1912—1913 роках у вищих школах в Австрії навчалося 1868 українських студентів, у тому числі у Львові 1287 (близько 17 % всіх студентів Львова), Чернівцях 187 (16 %; 1914 року вже 300, або 25 %), Відні 166, Кракові 55, інших містах — 48; крім того, 97 богословів у Станіславі і 28 у Перемишлі. За фахом 843 українські студенти вивчали право, 430 — теологію, 271 — філософію, 129 — медицину і фармацію, 85 — технічні науки, 45 — агрономію, 32 — ветеринарію, 17 — торгові науки, 5 — мистецтво.

## 1914—1920 роки
Під час Першої світової війни більшість українського студентства була забрана до війська; чимало студентів Галичини і Буковини служило у формації Українських Січових Стрільців. Після революції в Російській Імперії 1917 українські студенти включилися в національний рух: взяли участь у творенні Української Центральної Ради (її членами були: Ю. Охримович, О. Севрюк, М. Салтан, М. Чечель, М. Єреміїв), були активні в поодиноких українських політичних партіях, зокрема в УПСР, керівництво якої складалося переважно зі студентів, у дипломатичній службі (у делегації на Берестейський мир брали участь також студенти), в Армії УНР, у державній службі; студенти Київського університету у складі Студентського Куреня ім. Українських Січових Стрільців брали участь у боях під Крутами (29 січня 1918 року).
У березні 1917 року виник координаційний осередок українського студентства — Головна Українська Студентська Рада, яка організувала три Всеукраїнські студентські конференції та видавала журнал «Стерно».

### Студентство на Західно-Українських землях й еміграції в 1920—1939 рр.
Між двома світовими війнами поза межами СРСР українське студентство перебувало на західноукраїнських землях під Польщею, Румунією і Чехословаччиною та в еміграції. Організаціями студентства були триступеневі студентські громади в університетських містах з повітовими секціями (в Галичині), крайові об'єднання і студентська організація — ЦЕСУС.
Після окупації Галичини Польщею українські студенти зустрілися з труднощами вступу до закладів вищої освіти, бо польська влада допускала до них лише тих, що служили в польській армії й були польськими громадянами (розпорядок від 14 серпня 1919 року). Українці пробували оминути ці перешкоди заснуванням Львівського (таємного) українського університету (понад 1500 студентів) та Львівської Високої Політехнічної Школи (64 студенти) — у 1921 р. — 25, а також виїздом на навчання за кордони Польщі. Українські студенти в Галичині відновили свої передвоєнні організації, а в 1921 році створили Українську Крайову Студентську Організацію, перейменовану згодом на Професійну Організацію Українського Студентства (ПРОФОРУС), що проіснувала до 1925 року. 1922 року у Варшаві постав Союз студентів-емігрантів у Польщі.
У другій половині 1920-их роках українське студентське життя в Галичині зосереджувалося при новоствореній Студентській Громаді та в Академічному Домі; це був період боротьби поміж націоналістичними і соціалістичними тенденціями (останні занепали у 1926—1927) серед студентів. Пожвавлення студентського руху почалося заснуванням 1931 року Союзу Студентських Організацій під Польщею (СУСОП), який об'єднував 27 студентських товариств і 65 повітових секцій та близько 2 500 студентів. Крім Львова, українські студенти навчалися у вищих школах центральної Польщі (у яких не потерпали від утисків з боку університетської адміністрації): у Кракові (близько 500), Варшаві, Познані, а також Вільні й Любліні. На підставі віросповідних даних, у Польщі українських студентів за різних років було: 3000 (1927—1928), 2800 (1933—1934), 2500 (1936—1937).
На Буковині діяли спершу передвоєнні товариства, після їхньої заборони (1922) корпорації «Запороже» і «Чорноморе» та конфесійна «Православна Академія»; крім того, у Букарешті товариства «Зоря» (1921—1926) і «Буковина» (1926—1944 рр.), в Ясах — «Громада». Їхню працю координував Комітет Українського студентства Буковини, а з 1929 — Союз Українських Студентських Організацій у Румунії (СУСОР); в 1920 році у Чернівецькому Університеті було 239 українських студентів (на всіх 1671), 1939 року у всій Румунії — ледве 80.
Студентство Закарпаття вчилося через брак закладів вищої освіти в краю у Празі, Брні і Братіславі, а дехто в українських високих школах — УВУ та Української Господарській Академії в Подєбрадах. Число студентів постійно зростало, доходячи в кінці 1930-их років до 350 осіб. Народницьке студентство було організоване в Союзі Підкарпатських Українських (руських) Студентів з осідком у Празі (164 членів в 1931 році), москвофільське — у «Центральном Союзе Подкарпатских Русских Студентов („Возрождение“)».
Українське студентство було активне в громадській і освітянській праці на Закарпатті: організації молоді, студентський мандрівний ансамбль «Верховина», націоналістичний місячник у Празі «Пробоєм» тощо.

### Після 1920

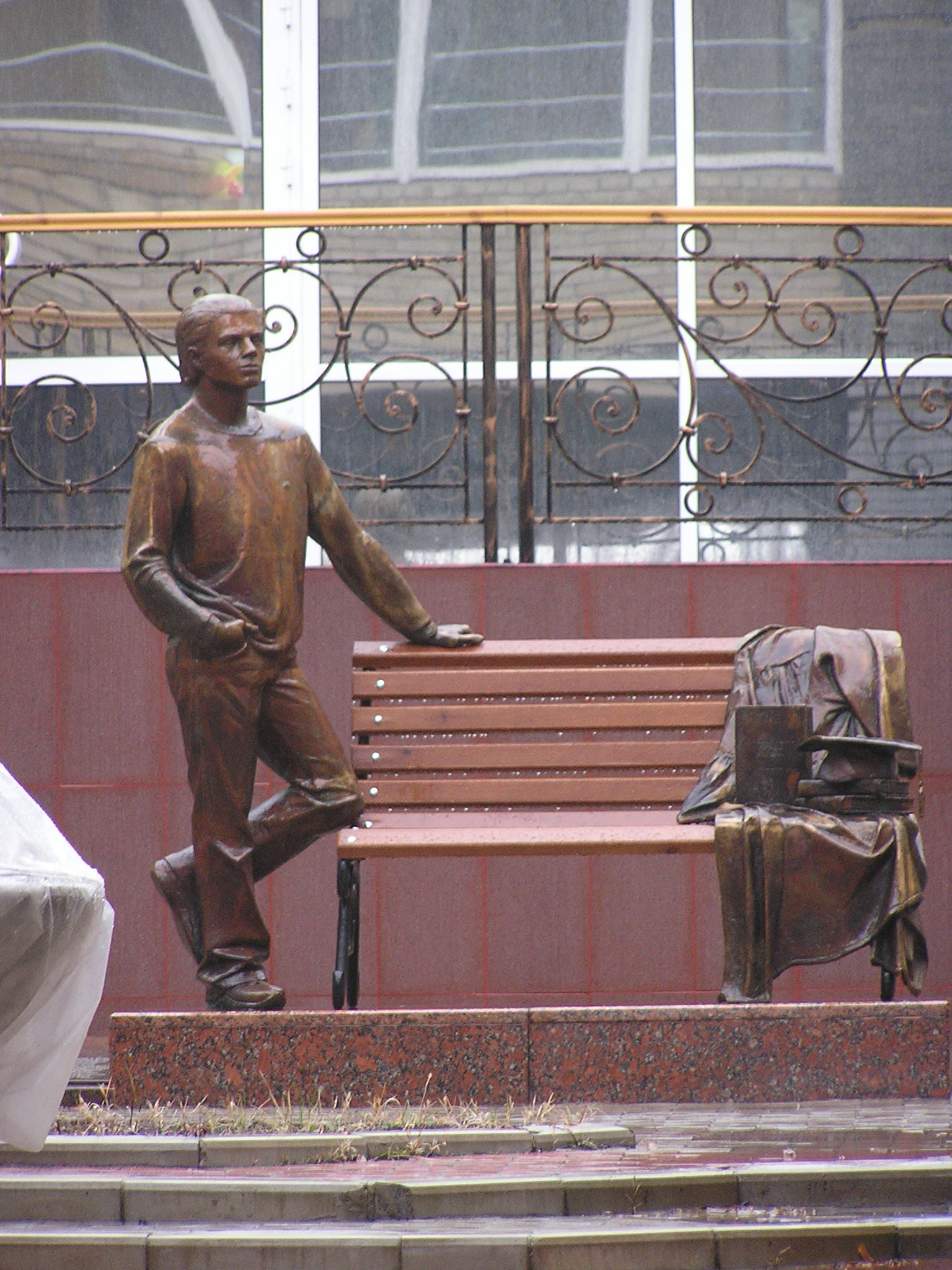
Скульптори Микола Новиков та Дмитро Ілюхін з Горлівки. «Монумент на честь студентства», м. Донецьк. Відкрито 2007 р.

У 1920-их роках багато українських студентів (колишні вояки українських армій та студентство з Галичини) студіювало за кордоном. Їхнє найбільше скупчення було в Чехословаччині, уряд якої давав української студентської стипендії та на її території діяли українські високі школи. В 1924 році у Чехословаччині навчалося 1 900 українських студентів (1255 у Празі, 380 у Подєбрадах, 170 у Брні, 80 у Пршібрамі). Найбільшою українською студентською організацією в Чехословаччині була Українська Академічна Громада (УАГ) в Празі (1920 року — ~1000, 1923 — 321 член); 1923 виникли інші організації — Громада Студентів з Великої України (249 членів), Українське Студентське Товариство «Громада» у Празі (290 членів).
На початку 1920-их років чималим скупченням українського студентства була Австрія, головне Відень (товариство «Січ» з 327 членами у 1922 році, 71 член у 1926 році), меншими — Ґрац й Інсбрук; більшість їх незабаром перенеслася до Чехословаччини.
У Німеччині головним осередком українського студентства був Берлін (близько 200 студентів; товариства — Спілка Українських Студентів у Німеччині й Академічна Громада), меншими — Кеніґсберґ, Кіль, Геттінген, Бреслау тощо. Близько 200 українських студентів (1925—1927) вчилося у Данціґу; найчисленнішою їхньою організацією була «Основа» — 120 членів (1923 рік). Для координації цих товариств створено Союз Українських Студентських Організацій у Німеччині й у Данціґу (СУСОНД), перейменований після приєднання Австрії до Німеччини на Націоналістичний Союз Українських Студентських Організацій у Німеччині (НаСУСОН). Менші скупчення українського студентства існували в Загребі, Любляні, Парижі, Льовені, Софії тощо. До 1931 року в Чехословаччині отримали дипломи 1666 українських студентів, але через брак припливу число їх з середини 1920-их років раптово зменшилося (200—300 у 1930-их роках).
З 1920-х років починається організація українського студентства за океаном: Українська Академічна Громада у Філадельфії (1923), Товариство Української Молодіжи в Нью-Йорку (1924), Українська Студентська Громада в Чикаго; з 1930-их років — студентські клуби в Детройті, Пітсбурґу, Клівленді й інші.
Найбільшим досягненням організованості українського студентства було створення 1922 року Центрального Союзу Українського Студентства (ЦЕСУС), який координував студентську працю в усьому світі поза межами СРСР. ЦЕСУС об'єднував у 1924 році 18 студентських організацій з 3324 членами: 1324 членів у Польщі, 1442 в Чехословаччині, 160 у Румунії, 237 у Німеччині і 201 в Австрії. В 1924 році з ЦЕСУС-у вийшли комунізуючі студенти й заснували Ділове Об'єднання Поступового Студентства (ДОПС), яке в кінці 1920-их років ліквідувалося. У ЦЕСУС-і були репрезентовані різні ідеологічно-політичні течії, але з початком 1930-их років перемогла націоналістична. Важливішою функцією ЦЕСУС-у було втримання контактів між крайовим і еміграційним студентством.
На Західно-Українських Землях витворився тип українського студента — суспільно-політичного діяча; деякі брали участь у підпільній діяльності. Суспільно та світоглядово студентство цього періоду створило так званий рух і атмосферу «тридцятих років».
Події 1939—1940 років призвели до ліквідації попередніх форм студентського життя. На еміграції німці обмежили діяльність ЦЕСУС-у; НаСУСОН реорганізовано на Націоналістичну Організацію Українського Студентства Німеччини (НОУС — 1941—1945 рр.), яка координувала діяльність своїх філій; ними були (дані за 1942—1943): «Січ» у Відні (200 членів) і в Граці (50), УАГ в Празі (164), «Мазепинець» у Берліні (91), «Чорноморе» в Бреслау (27), «Основа» в Данціґу (20), «Батурин» у Мюнхені (10); інші осередки: Дрезден, Лейпциг, Фрайбурґ, Геттінген, Іннсбрук; разом близько 600 членів У 1944—1945 у німецьких університетах вчилося близько 660 українських студентів.
Спроба відновити студентське життя в Галичині восени 1941 зустріла труднощі з німецького боку. З відкриттям у Львові вищих фахових курсів (1942) дозволено створити при УЦК Об'єднання Праці Українських Студентів (ОПУС), яке у 1943 мало 2477 членів (1355 — студентів медицини, 441 — техніки, 121 — агрономії, 192 — ветеринарії, 182 — фармації, 184 — лісової інженерії, 93 вчилося у Греко-Католицькій Богословській Академії. ОПУС видавав журнал «Студентський Прапор».
Допомогою студентству на території Генеральної губернії і Німеччини займався КоДУС, організований при УЦК; 1943—1944 він призначив 530 стипендій студентам у Галичині та 213 у Німеччині. У Німеччині частина українських студентів отримувала стипендії від «ГумбольдШтіфтунґ».
У Райхскомісаріаті «Україна» німці заборонили всі заклади вищої освіти й більшість студентів була вислана на примусові роботи до Німеччини. Румуни заборонили українцям студіювати в Чернівецькому Університеті, а в Одеському Університеті проведено румунізацію. Студентство Закарпаття (~300) студіювало в угорських університетах, в основному в Будапешті та Дебрецені, де діяло Товариство руських студентів Підкарпаття.
Студентство в УРСР опинилося з початку 1920-х років у зовсім новій шкільній системі: заклади вищої освіти реорганізовано на низку спеціалізованих інститутів, скасовано їх автономію і самоврядування студентства; доступ до вишів припинено для осіб «нетрудового походження», для вступу потрібно було мати «командировку» (направлення) від партійної, комсомольської чи профспілкової організації. Восени 1924 проведено «чистку» серед студентства: виключено тих, що приховували своє «соціальне походження» чи не мали «трудового стажу», з родин репресованих, «розкуркулених», духовного стану тощо, наслідком чого частина студентства в УРСР зменшилося з 37 538 у 1923 році до 27 205 у 1925 році (1935 рік — 58 000).
Для збільшення числа студентства з-поміж робітництва і незаможного селянства були створені в 1921 році при вишах робітничі факультети (робітфаки) — підготовчі заклади освіти для здобуття вищої освіти, які мали давати прискореним порядком середню освіту (1940 року їх ліквідовано). Разом з тим значно змінився соціальний склад студентства: збільшилося число студентів робітничого і селянського походження, чималий відсоток припадав на службовців. У 1924 —1925 роках серед студентів, прийнятих до вишів УРСР, було 22,5 % робітників і 20,5 % селян, чисельність на 1926—1927 роки: 28,5 % і 42,0 %. 1936 року склад студентства вишів був такий (у %, за соціальними групами, в дужках відсотки для університетів): робітники — 44,4 (39,7), фахівці — 9,5 (16,3), ін. службовці — 24,0 (28,0), колгоспники 19,6 (12,9), селяни-одноосібники — 2,8 (2,3), інші — 0,7 (0,8).
На початку 1930-х років проведено в УРСР реорганізацію вишів і частково відновлено класичну систему вищої освіти. З 1936 року почали менше звертати уваги на соціальне походження, а успішність навчання стимульовано стипендіями. Набір студентства стабілізувався в основному на підставі свідоцтв про закінчення десятирічки. Іншим засобом селекції студентства було впровадження оплати за навчання, що надавало переваги дітям урядовців, фахівців та партійної бюрократії, у 1950-их роках вони становили 42 % усіх студентів.
За післясталінського періоду, особливо на підставі закону від 24 грудня 1958 року «Про зміцнення зв'язку школи з життям і про дальший розвиток системи народної освіти в СРСР», доступ до вишів був обумовлений вимогою попереднього дворічного стажу на виробництві, а освітню програму підпорядковано вимогам виробництва. 1959—1965 роки були періодом найбільшого розвитку навчання «без відриву від виробництва» — вечірнього і заочного, яким у 1965—1966 було охоплено 61 % усіх студентів, у тому числі вечірнє — 15 %, заочне — 46 % (у 1940—1941 рр. — 31 %, 1960 — 52,4 %). Після 1964 менше уваги надається виробничому стажеві, зросла питома вага стаціонарного навчання: в 1976—1977 роках — 54,8 % (вечірнє — 13,1 %, заочне — 32,1 %). Помітно посилилася дискримінація сільської молоді: протегування міського елементу довело до того, що в 1969 році в СРСР тільки 16 % студентства походило з колгоспів, а 39 % з робітництва; це має вплив на національний склад студентства в УРСР, бо майже половина українців живе на селі. Дискримінацію України видно і з порівняння кількості студентів на 10 000 мешканців в УРСР і в РРФСР: УРСР — 1940 — 47, 1950 — 54, 1960 — 97, 1970 — 170, 1976 — 169 студентів; відповідно в РРФСР — 43; 77; 124; 204; 212.
Соціально-політичну дискримінацію видно й з розподілу державних стипендій, які надаються упривілейованим прошаркам суспільства. У 1928 році в УРСР одержували стипендію 48 % усіх студентів, 1936 — 78,6 %, 1959 — 80,5 %, 1960 — 75,2 %. З загального числа стипендій у всьому СРСР на УРСР припадало 17,7 %, а на РРФСР — 60,7 % (1960). Частина студентства жила в гуртожитках (47 % у 1935 році). Стипендії були недостатні й умови життя студентів в УРСР важкі, особливо у 1930-х роках.
Кількість студентів УРСР за останнє півстоліття зросла з 38 800 (1922—1923 роки) до 844 400 (1976—1977 роки). Це зростання відбувалося нерівномірно. Вперше значно зросла кількість студентів у зв'язку з виконанням першої п'ятирічки і потребою збільшення фахових кадрів: з 29 000 у 1927 році до 97 500 у 1933—1934 роках. Далі кількість студентів постійно зростала (за винятком воєнних і повоєнних років), однак це зростання відбувається насамперед коштом розбудови заочного і вечірнього навчання. Щойно з 1960-их років зростає стаціонарне навчання, а заочне зменшується; за останні 10 років зростання числа студентів припинилося. Подробиці видно з таблиці:
| Кількість стаціонарних та заочних студентів за роками | Кількість стаціонарних та заочних студентів за роками |                    |
| ----------------------------------------------------- | ----------------------------------------------------- | ------------------ |
| Роки                                                  | Кількість                                             |                    |
|                                                       | вишів                                                 | студентів (у тис.) |
| 1914—1915                                             | 27                                                    | 35,2               |
| 1927—1928                                             | 39                                                    | 29,1               |
| 1940—1941                                             | 173                                                   | 196,8              |
| 1945—1946                                             | 154                                                   | 137,0              |
| 1950—1951                                             | 160                                                   | 201,5              |
| 1955—1956                                             | 134                                                   | 325,9              |
| 1960—1961                                             | 135                                                   | 417,7              |
| 1965—1966                                             | 132                                                   | 690,0              |
| 1970—1971                                             | 138                                                   | 806,6              |
| 1976—1977                                             | 143                                                   | 844,4              |

За ста́ттю приблизно половина студентства припадає на жінок: 1975 року — 49,2 % (1933 року — 31,0 %).
Національний склад студентства мав і має різні відхилення від національного складу населення УРСР: у 1920—1930-х роках було непропорційно велике число євреїв, а після другої світової війни — росіян. Подробиці видно з таблиці (у %; у дужках % національності порівняно зі всім населенням, за переписами 1926 року і 1959 року):
| Кількість студентів за національностями в роках | Кількість студентів за національностями в роках |          |             |
| ----------------------------------------------- | ----------------------------------------------- | -------- | ----------- |
| Національність                                  | 1926 рік                                        | 1935 рік | 1960 рік    |
| Українці                                        | 45,1 (75,4)                                     | 53,1     | 62,5 (86,8) |
| Росіяни                                         | 20,3 (8,1)                                      | 16,0     | 30,0 (16,9) |
| Євреї                                           | 33,4 (6,1)                                      | 26,0     | 4,5 (2,0)   |

Національну дискримінацію в допущенні українців до здобування вищої освіти в СРСР (все планування і керування освітою ведеться Міністерством вищої та середньої спеціальної освіти СРСР) видно з чисел: на 10 000 населення в СРСР українців було у 1965 році 127 студентів, серед росіян — 174 студенти. Студенти в УРСР були упосліджені при прийомі до аспірантури; у 1965 році: на 10 000 населення було в УРСР тільки 2 аспіранти, в РРФСР — 4 аспіранти. Українські студенти зазнають русифікації і тому, що вони мусять складати вступні іспити у вишах російською мовою і навчання у вишах УРСР ведеться переважно російською мовою. Випускників вишів УРСР часто посилають на працю за межі України, але одночасно в Україну призначають випускників вишів інших республік СРСР.
В 1960—1961 роках навчалося у вишах УРСР — 260 900 українців, в інших радянських республіках — 82 700 (або 24,1 %), у тому числі (у тис.): в РРФСР — 67,8, Казахській РСР — 3,9, Молдавській РСР — 3,0, Узбецькій РСР — 2,5, Білоруській РСР — 2,3, Киргизькій РСР — 0,9, в інших — 3,0. У вишах УРСР навчаються також студенти з-поза меж СРСР. У 1971—1972 роках їх було 6184 осіб, у тому числі З 451 з соціалістичних країн (1423 з В'єтнаму, 933 зі Східної Німеччини, 337 з Болгарії, 260 з Угорщини, 163 з Куби, 156 з Монгольської Народної Республіки тощо), 82 з інших країн Європи, 1203 з Азії, 95 з Південної Америки, 1253 з Африки. Мабуть, тепер, у зв'язку з посиленою русифікацією і національною дискримінацією, відсоток українських студентів є ще менший, ніж подано вище.
Кількість студентів у вишах УРСР за галузями навчання видно з таблиці:
| Кількість студентів за галузями в роках | Кількість студентів за галузями в роках |       |                |       |
| --------------------------------------- | --------------------------------------- | ----- | -------------- | ----- |
| Галузь                                  | 1960—1961 роки                          |       | 1975—1976 роки |       |
|                                         | тис.                                    | %     | тис.           | %     |
| Всіх                                    | 417,7                                   | 100,0 | 831,3          | 100,0 |
| Промисловість і будівництво             | 151,6                                   | 36,3  | 361,9          | 43,5  |
| Транспорт і зв'язок                     | 30,0                                    | 7,1   | 58,4           | 7,0   |
| Сільське господарство                   | 45,5                                    | 10,9  | 72,3           | 8,7   |
| Економіка і право                       | 27,0                                    | 6,5   | 64,5           | 7,8   |
| Охорона здоров'я, фізкультура, спорт    | 37,0                                    | 8,9   | 58,0           | 7,0   |
| Освіта                                  | 123,1                                   | 29,5  | 209,7          | 25,2  |
| Мистецтво, кіно                         | 3,3                                     | 0,8   | 6,5            | 0,8   |

Організація студентства в УРСР і всьому СРСР зазнавала змін. У 1920-х роках при Всеукраїнській Раді Профспілок існувало Центральне Бюро Пролетарського Студентства, яке проводило з'їзди та видавало місячник «Студент Революції» (1922—1933 роки). У 1930-х роках його ліквідовано, і студентство УРСР підпорядковано (як й у всьому СРСР) безпосередньому контролю партійних, комсомольських і профспілкових організацій. З 1956 року репрезентує і координує студентське життя в усьому СРСР Студентська Рада СРСР (у 1941—1955 роках Студентський відділ Антифашистського Комітету совєтської молоді). Вона і репрезентує студентство СРСР у (ком.) Міжнародному Союзі Студентів. Студентські Ради діють також в окремих республіках, областях і містах із закладами вищої освіти.
Все студентське життя в СРСР і УРСР є цілковито під контролем партії та комсомолу, до якого належить 95 % студентів (1974 рік; 1928 року — 18,2 %, 1935 року — 32,6 %). Студентство позбавлене окремої організації та власної преси (за винятком єдиного журналу «Студенческий Меридиан», що виходить у Москві). Як і за часів царизму, студентство в СРСР, головно спеціальних інститутів, носить форму. З кінця 1950-х років на студентство покладено додаткові завдання: організовано так звані студентські будівничі відділи, які «добровільно» об'єднуються на час літніх канікул для праці на новобудовах, звичайно в Азії (наприклад, будова Байкальсько-Амурської залізниці), для збирання врожаю на цілинних землях тощо.
У тісному зв'язку з партійними, професійними та комсомольськими організаціями, а також керівництвом поодиноких вишів діють добровільні масові об'єднання студентства, зокрема наукові й спортивні. При вишах існують студентські клуби, які координують працю різних гуртків і секцій (спортивних, туристичних, мистецьких, театральних, музичних, атеїстичних тощо). Відомим є інтернаціональний студентський клуб «Глобус» у Києві, який діє з 1962 року у складі кількох секцій. Понад 25 % студентство належить до наукових студентських товариств для дослідної праці з різних фахів, працює в конструкторських бюро, бере участь в республіканських і всесоюзних змаганнях тощо. В 1957 році створено всесоюзне добровільне студентське спортивне товариство «Буревісник», яке в 1965 році об'єднувало в Україні ~185 000 членів. На Олімпійських іграх у Римі (1960) року українські студенти здобули 7 золотих, 6 срібних і 4 бронзових медалі.
Національно свідоме українське студентство не задовольняється цими офіційними формами студентського життя і бере участь в українському русі опору. Почавши з 1960-х років студенти Київського університету організують щорічно в травні маніфестацію біля пам'ятника Шевченку; серед «шестидесятників» і гуртків «творчої молоді» було багато студентів. Вони домагалися запровадження української мови викладання, пошанування української культури, виступали проти висилки студентів на згадані роботи. В Україні студенти видавали у 1970-х роках нелегальні журнали «Поступ» (ред. З. Попадюк) і «Корито». Влада відповідає на цю участь у русі опору чистками й арештами серед студентства Київського, Чернівецького, Дніпропетровського й інших університетів; особливо великого погрому зазнали студенти Львівського Університету в 1973 році. Тоді й видано таємну інструкцію, щоб до вишів Західної України приймали не більше 25 % місцевої молоді.

### Українське студентство в діаспорі з 1945
На 1945 рік у західно-європейських країнах опинилася велика кількість студентів: у Німеччині (2000), Австрії (близько 500) та ін. (близько 200). Центром студентського життя був Мюнхен, в якому вчилося в українських (УВУ, УТГІ тощо) і німецьких високих школах та в університеті УНРРА близько 800 українських студентів. Інші студентські осередки: Інсбрук (250), Ґрац (200), Ерлянґен (170), Реґенсбурґ (120) тощо. Політичний конфлікт між двома формаціями ОУН (бандерівці і мельниківці) відбився на студентському житті, і щойно в 1947 році прийшло до об'єднання всіх студентів під керівництвом ЦЕСУС-у, який координував працю 31 студентських організацій. ЦЕСУС і місцеві українські студентські громади займалися становими справами студентства, ідеологічними чи конфесійними — новостворені Об'єднання Українських Товариств Національного Солідаризму «Зарево» (під впливом ОУН А. Мельника), Товариство Української Студіюючої Молоді імені М. Махновського (ЗЧ ОУН), Товариство Студентів-Католиків «Обнова», Об'єднання Православних Студентів та ін. Нові студентські осередки постали в Мадриді, Римі, Швейцарії й Англії, значно розбудувався осередок у Лювені (Національний Союз Українського Студентства з 60 членами й окремим домом). У 1946—1949 роках появилася велика кількість студентських видань (див. Студентська преса). Студентство було активне в українських політичних партіях, зокрема націоналістичних. Побутові умови полегшувало проживання у таборах для переміщених осіб, у гуртожитку українського студентства у Мюнхені; також стипендії КоДУС.
З 1950-х років почався новий етап студентського життя: більшість студентів, що прибули з українських земель, закінчили свої студії, інші виїхали за океан; у 1950 році в німецьких університетах залишилося 660 українських студентів. Наприкінці 1950-х років ЦЕСУС переніс свій осідок за океан. У США, Канаді, Аргентині, Австралії розбудовується українське студентське життя, творяться нові студентські організації, які згодом об'єднуються в крайові централі. В 1953 році створено Союз Українських Студентських Товариств Америки, що згуртував близько 50 студентських громад і Союз Студентів Канади — 30 громад; 1959 рік — Централя Українського Студентства в Австралії — 5 громад; 1963 рік — Союз Українських Студентських Товариств в Європі і Союз Аргентинських Українських Студентів. Ці крайові студентські організації перебрали частину завдань ЦЕСУС, роль якого зведена до репрезентації українського студентства на внутрішніх і зовнішніх відтинках. У 1960-х роках студентство складається з нового покоління, вже народженого за межами України, для якого місцеві справи важливіші, ніж ідеологічно-політичні. У 1970-х роках помітне серед студентської молоді зацікавлення процесами в Україні та громадсько-культурною проблематикою діаспори (комітети оборони політв'язнів тощо). Окремою проблемою для студентів українського походження є збереження української ідентичності та опанування української мови. Загально студентська преса виходить двомовно, вона підносить місцеві й чисто студентські проблеми, частково з критичним наставленням до громадської думки старшого громадянства. Під впливом загальних тенденцій серед західного студентства деяка частина українського студентства виявляє лівіші і радикальніші погляди, ніж попередня генерація.
З 1945 року чимале число українців студіює в Польщі (~200 у 1976 році), в Чехо-Словаччині, Румунії, Югославії; вони не мають власних студентських організацій і деяку діяльність провадять в загальноукраїнських установах.

## Студентство у мистецтві

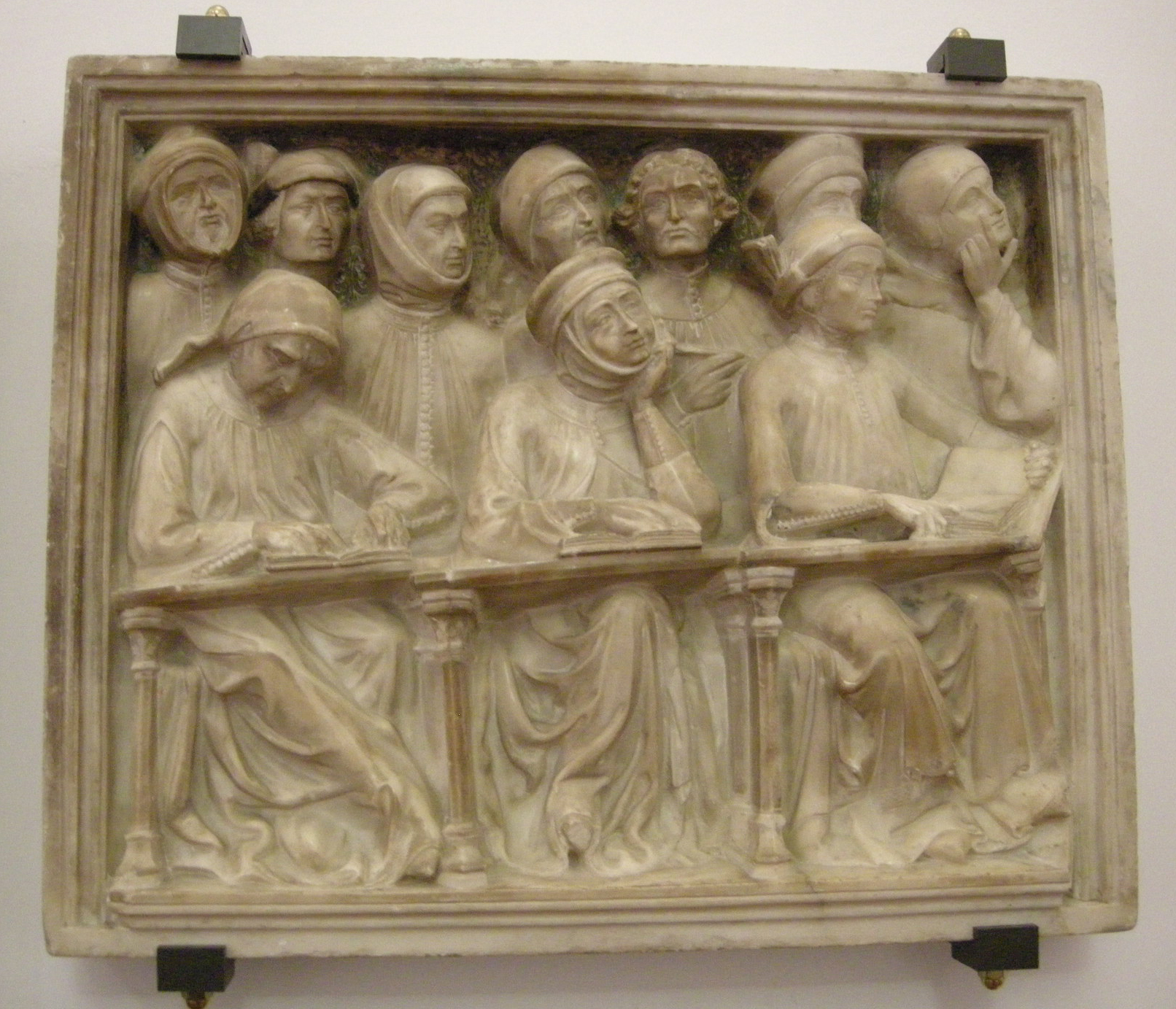
Середньовічні студенти Болонського університету, рельєф 14 ст.
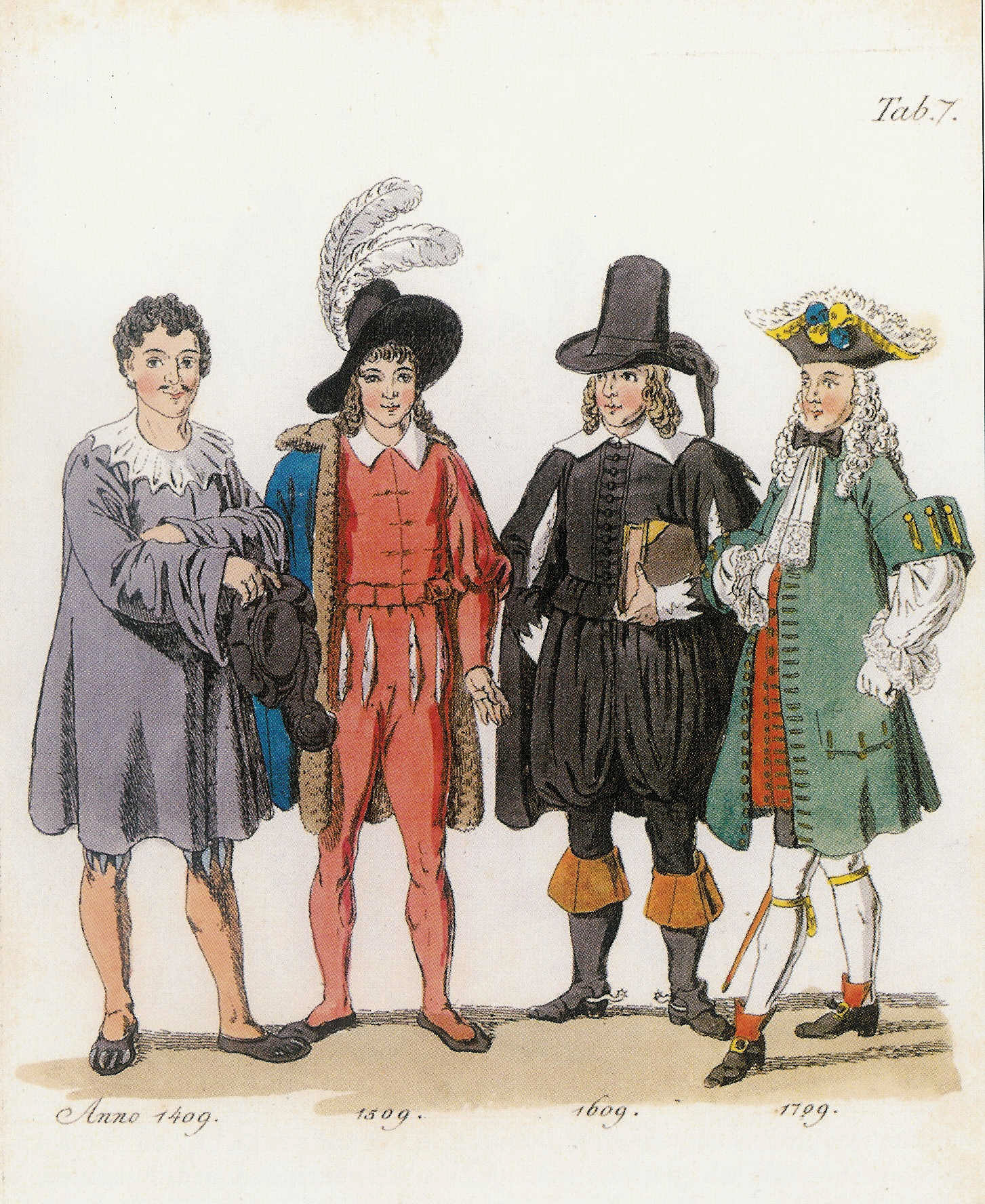
Чотири костюми німецьких студентів у динаміці — 1409, 1509, 1609, 1709 роки.
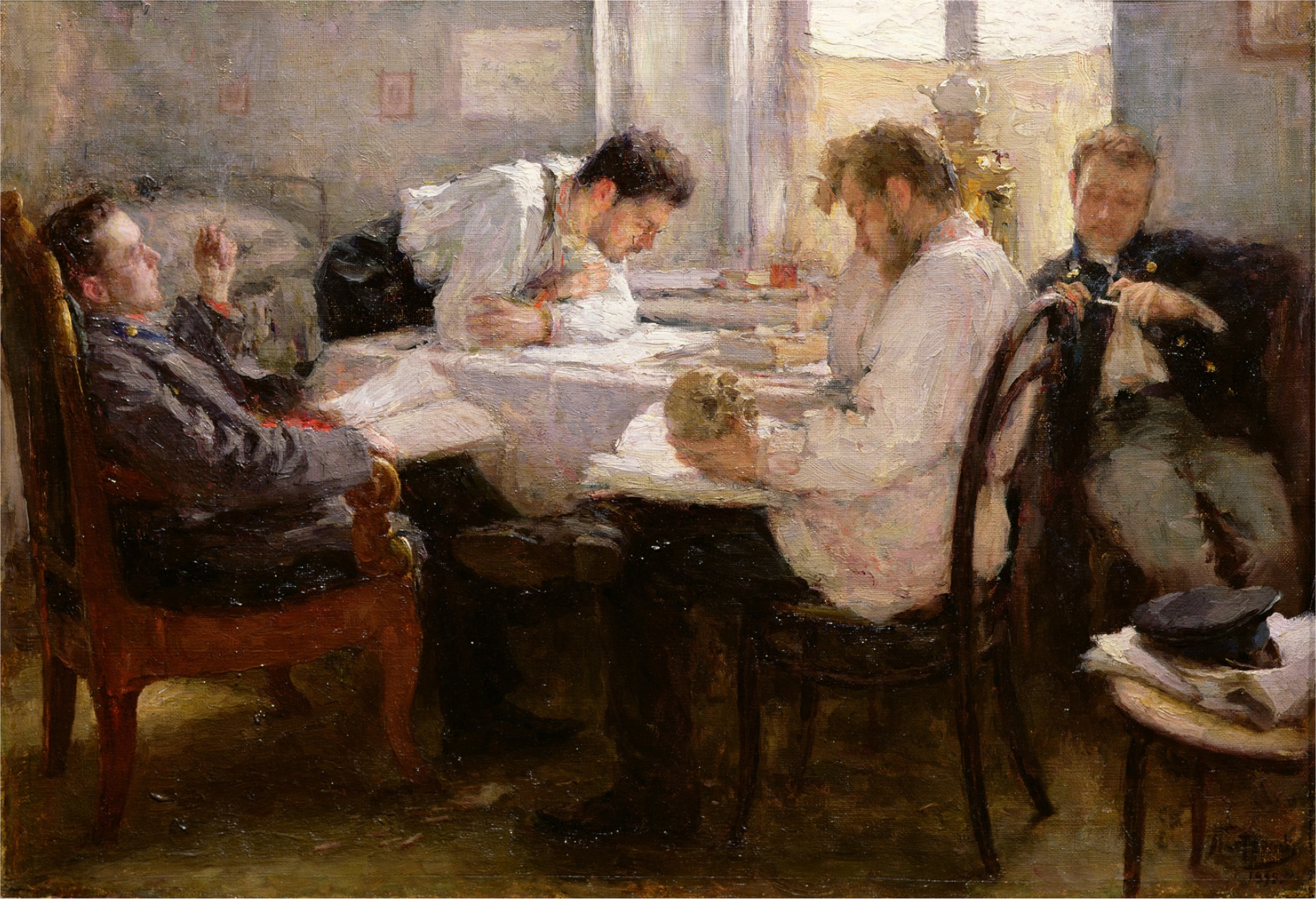
Леонід Пастернак. «Ніч напередодні іспитів », 1895 р., Музей д'Орсе, Париж
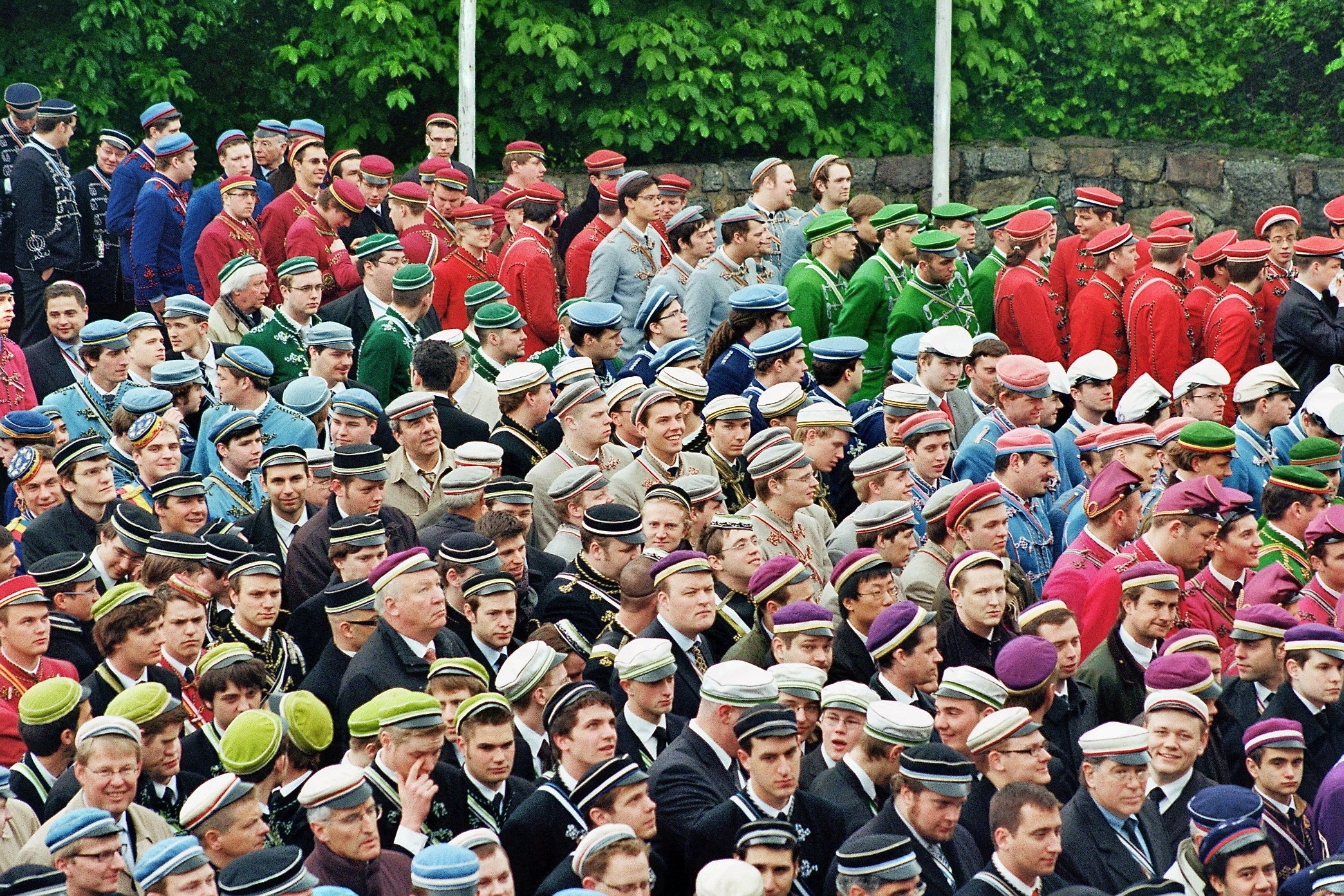
Фото 2010 року.
Пам'ятник студенту програмісту у Харкові, жовтень 2010 р. (Харківський національний університет радіоелектроніки)